# Hans Märcy
Hans Märcy (...) è un ex bobbista svizzero.

## Biografia
Viene ricordato come vincitore di una medaglia d'oro nella sua disciplina, vittoria avvenuta ai campionati mondiali del 1983 (edizione tenutasi a Lake Placid, Stati Uniti d'America) insieme ai connazionali Ekkehard Fasser, Kurt Poletti e Rolf Strittmatter
Nell'edizione l'argento e il bronzo andarono alle nazionali tedesche.